# Kunsthalle Rostock
De Kunsthalle Rostock is een museum/kunsthal voor moderne en hedendaagse kunst in Rostock in de Duitse deelstaat Mecklenburg-Voor-Pommeren.

## Geschiedenis
Aan het einde van de Tweede Wereldoorlog kwamen 613 werken, die in 1937 bij de actie Entartete Kunst in beslag waren genomen, in het Museum der Stadt Rostock terecht. Rostock speelde een rol bij het introduceren van internationale moderne kunst in de Oostbloklanden en organiseerde voor de Baltische staten een biënnale.
De kunsthal, gelegen in het park Schwanenteich in de wijk Reutershagen, werd geopend in 1969 en was het eerste en enige nieuwbouwmuseum gedurende de DDR-tijd in heel Mecklenburg-Voor-Pommeren.

## Collectie
De kunsthal beschikt over een collectie kunstwerken bestaande uit 520 schilderijen, 200 sculpturen en 6000 bladen grafiek, voornamelijk van Oost-Duitse kunstenaars. De collectie, die teruggaat tot de twintiger jaren, bestaat uit werken van het zogeheten Dresdner laatexpressionisme, alsmede de nieuwe zakelijkheid. Een ander zwaartepunt ligt bij het werk van kunstenaars van de regio's Mecklenburg en Voor-Pommeren. Tot de vaste collectie behoren werken van onder anderen: Carl Lohse (1895-1965, Dresdner Sezession), Bernhard Kretschmar (1889-1972, Neue Sachlichkeit en Dresdner Sezession), Kate Diehn-Bitt (1900-1978, Entartete Kunst) en Otto Manigk (1902-1972).
Tot de collectie beeldhouwkunst behoren sculpturen van de beeldhouwers Fritz Cremer, Bernd Göbel, Jo Jastram, Margret Middell, Wolfgang Friedrich en Wilfried Schröder.

## Tentoonstellingen
Naast de vaste collectie organiseert de kunsthal wisseltentoonstellingen, zoals in 2006 een tentoonstelling van het kunstenaarspaar Christo en Jeanne-Claude met de projecten Over the River en The Pont Neuf, Wrapped. De belangrijkste expositie in 2007 toonde het werk van Camille Claudel.

## Fotogalerij

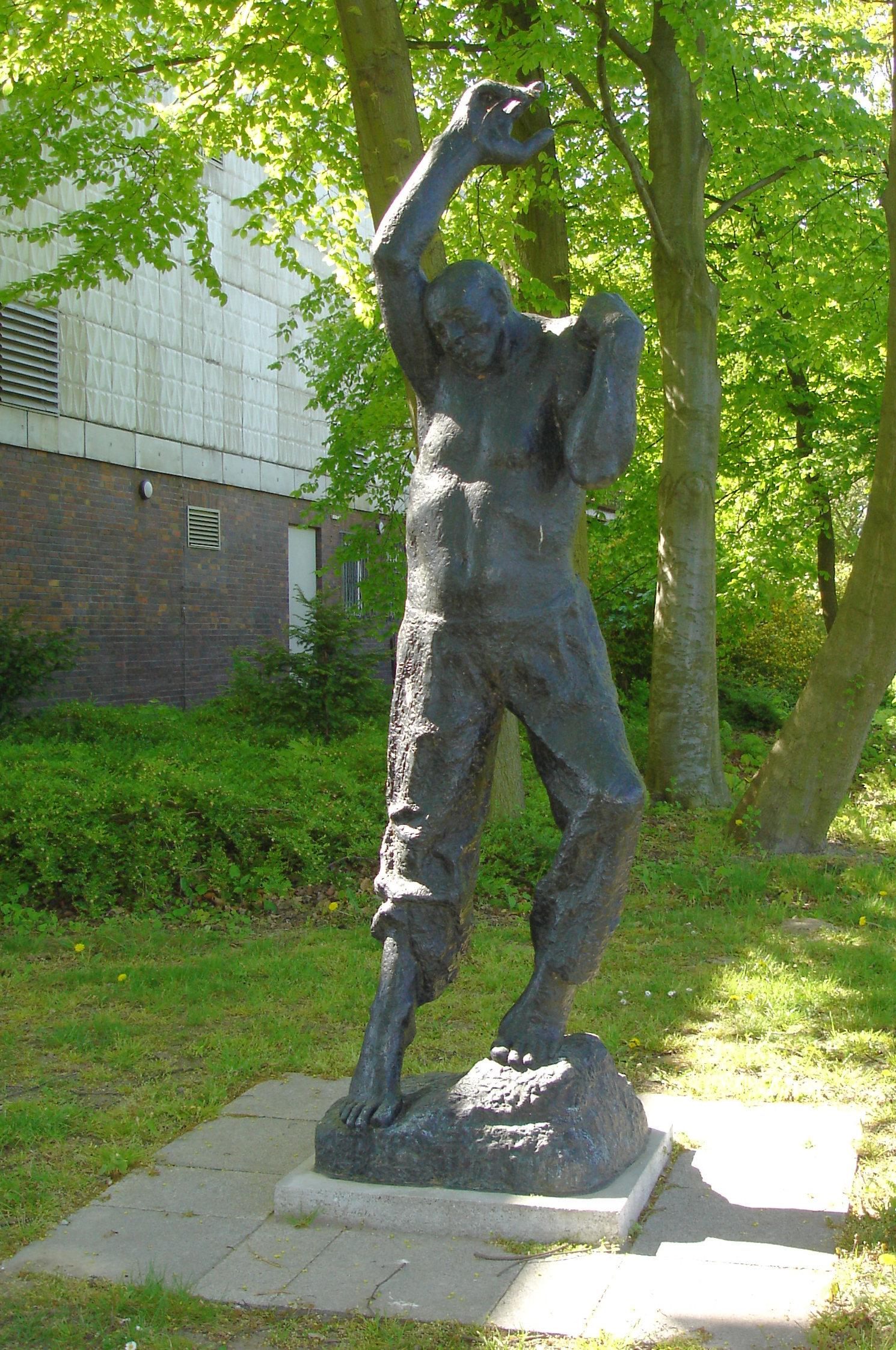
Aufsteigender (1966/67), Fritz Cremer
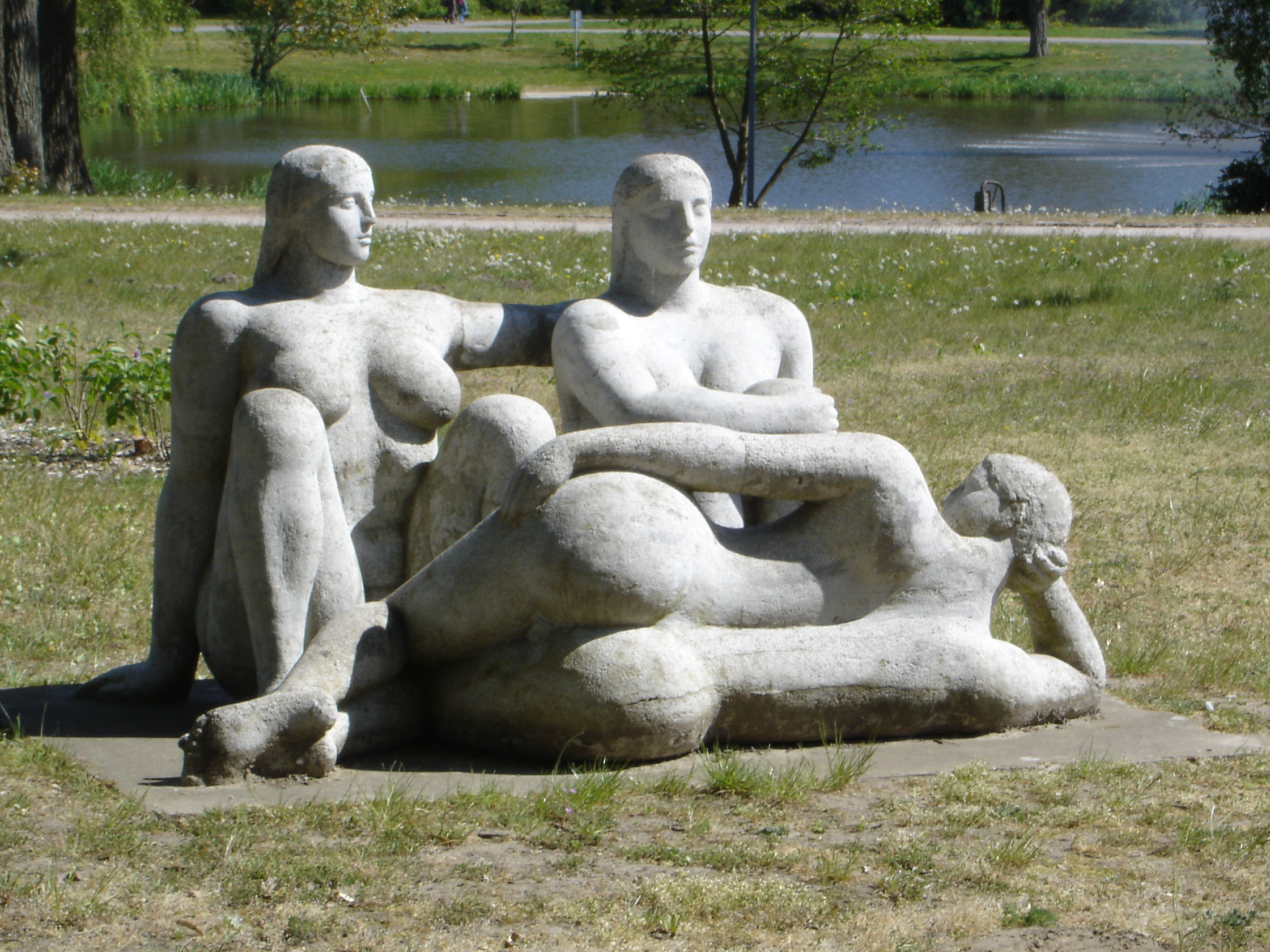
Bellevue (1979), Eric Poulsen
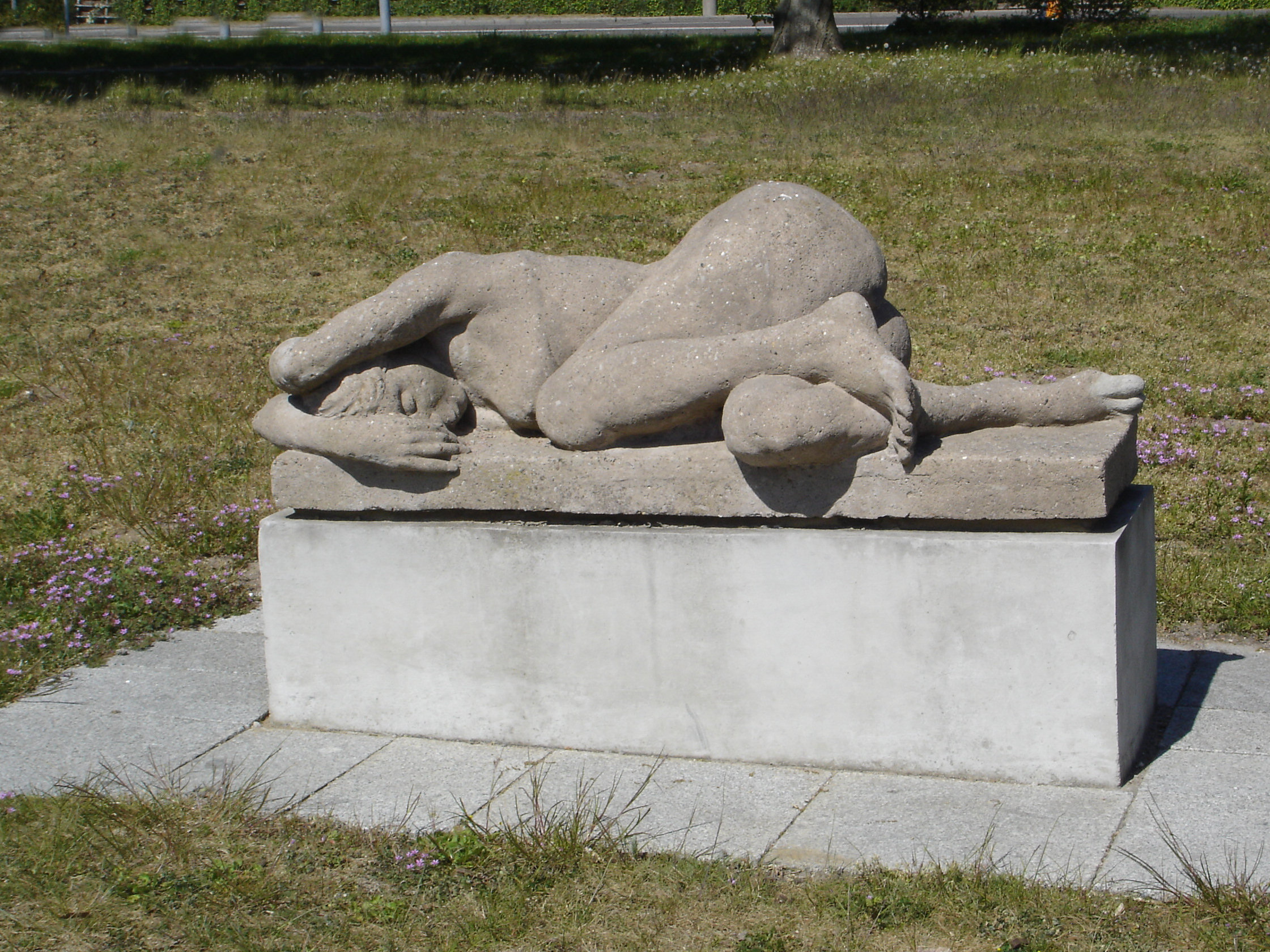
Liegende (1975), Bernd Göbel
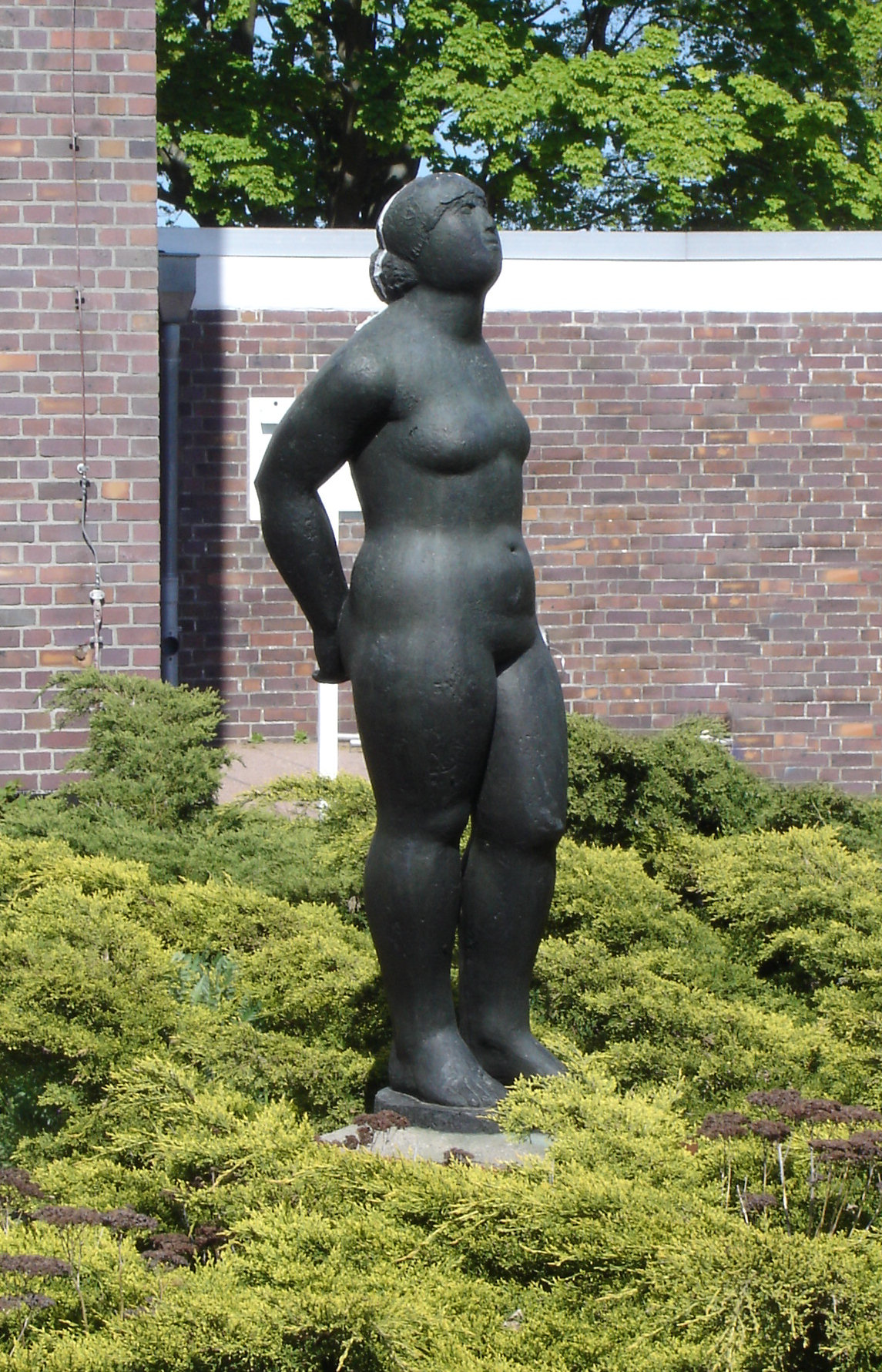
Aufblickender Akt (1963/64), Wieland Förster
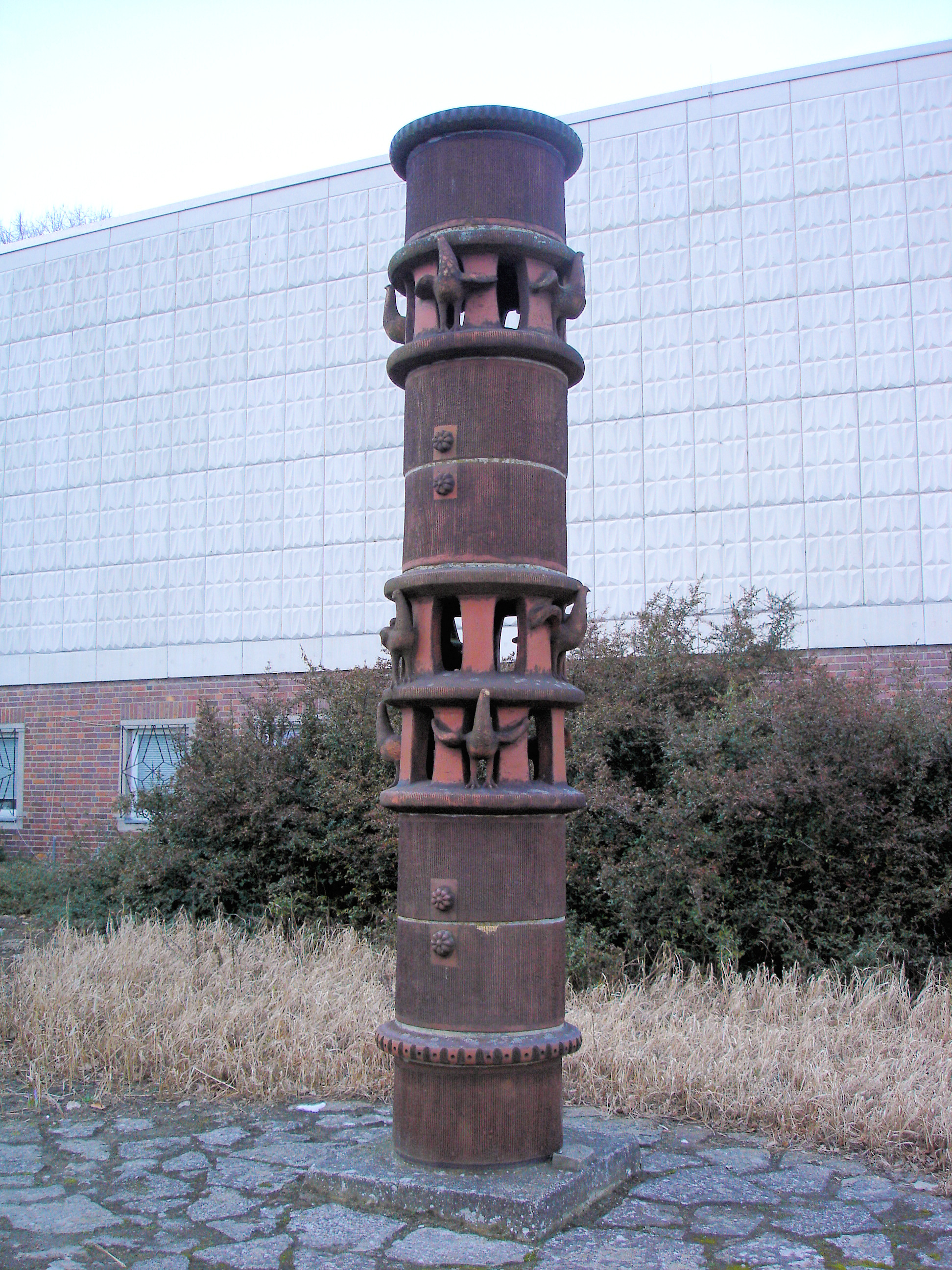
Taubenturm (terracotta, 1969), Jürgen von Woyski